# Władysław Stoiński
Władysław Stoiński herbu Janina (zm. przed 19 września 1676 roku) – podczaszy lubelski w latach 1671-1676, wojski mielnicki w latach 1666-1671.
Był elektorem Michała Korybuta Wiśniowieckiego z województwa lubelskiego w 1669 roku.